# Kościół poewangelicki w Golubiu-Dobrzyniu
Kościół poewangelicki w Golubiu-Dobrzyniu – dawna świątynia protestancka w Golubiu-Dobrzyniu, w dzielnicy Golub.
Świątynia została zbudowana w 1909 roku. Budowla reprezentuje styl neogotycki i posiada wieżę o wysokości 30 metrów. Kościół jest wzorowany na dawnych świątyniach krzyżackich, do których nawiązuje jego architektura.
W sierpniu 1982 roku spalił się dach nakrywający nawę i wieża świątyni. Obecnie świątynia jest odbudowana; znajduje się w niej placówka oświatowa. Podczas odbudowy został zachowany wygląd zewnętrzny przed zniszczeniem przez pożar.